# クルーガーランド金貨
クルーガーランド金貨（クルーガーランドきんか、Krugerrand）とは、南アフリカ共和国造幣局発行の地金型金貨である。

## 概要

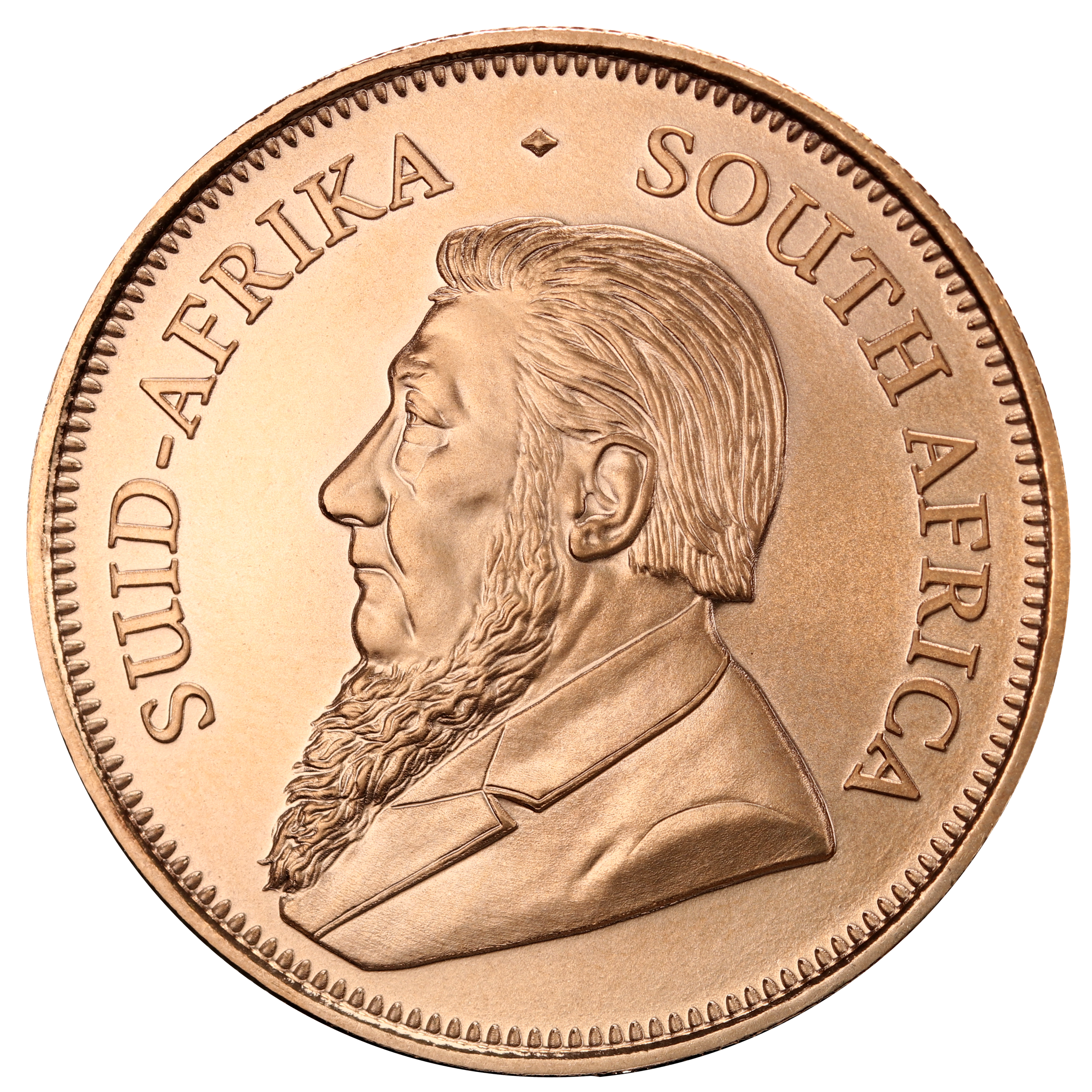
クルーガーランド金貨：表面

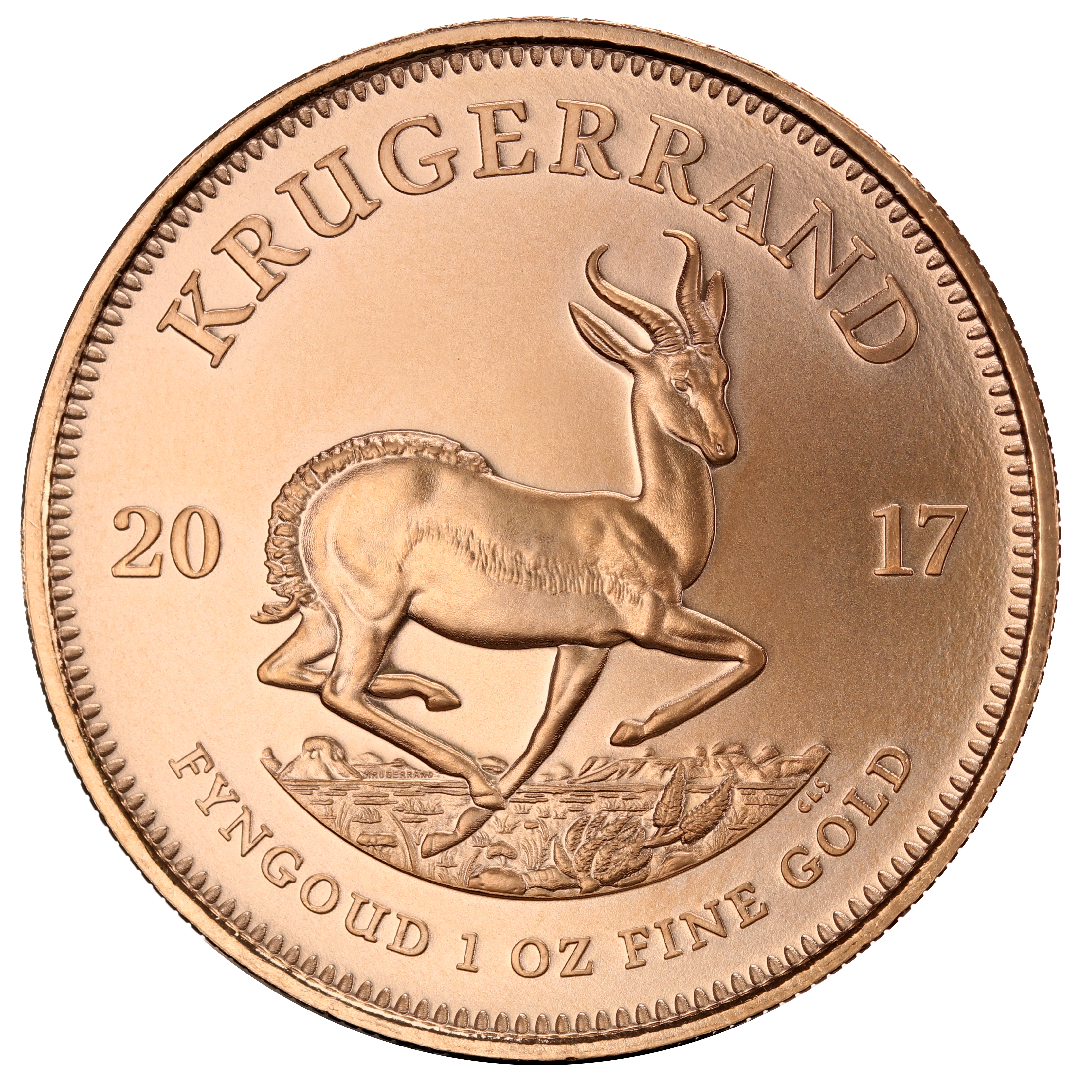
クルーガーランド金貨：裏面

この金貨は1892年から1900年にかけて発行されていた1ポンド金貨を模した物である。
正確に1トロイオンス(約31.1g)の金を含む。質量は1.0909トロイオンス(約33.93g)。これは純度が22金であるからで、金約91.67パーセントに銅約8.33パーセントを含む。表面には南アフリカに位置したトランスヴァール共和国の元大統領ポール・クリューガーの肖像が、裏面にはアンテロープの一種スプリングボックが描かれている。製造枚数は約5000万枚。
1967年7月3日に1トロイオンスのものが創鋳され、1980年に1/2, 1/4, 1/10トロイオンスの3種が創鋳された。
地金型金貨の嚆矢であり、1980年代には日本でもブームを巻き起こしたが、その後、アパルトヘイトへの抗議として、日本を含む世界各国で輸入が自粛された。
南アフリカに黒人政権が樹立して以降は、限定品としてのみわずかに販売されている。